# Миньковский, Абрам Харитонович
Абрам Харитонович Миньковский (15 (27) ноября 1900 — 16 ноября 1988) — врач-оториноларинголог, доктор медицинских наук, профессор. Участник Великой Отечественной войны.

## Биография
Абрам Харитонович Миньковский родился в 1900 году. В 1923 году окончил Военно-медицинскую академию в Петрограде. С 1929 по 1942 год был доцентом кафедры оториноларингологии Ленинградского института усовершенствования врачей. Во время Великой Отечественной войны был врачом в блокадном Ленинграде. Когда война закончилась, стал ассистентом ЛОР-кафедры Ленинградского института усовершенствования врачей. В 1951 защитил докторскую диссертацию. С 1952 по 1974 год был заведующим кафедрой ЛОР-болезней Челябинского медицинского института.
Написал более 160 научных работ. Был руководителем 5 докторских и 23 кандидатских диссертаций. В 1941 году выдвинул новую теорию происхождения лабиринтного нистагма с позиций эволюционной физиологии.
Абрам Харитонович Миньковский умер в 1988 году. Был похоронен на Успенском кладбище.

## Основные работы
- «Ангина» (1951);
- «Вращающееся кресло для изучения функций аппарата равновесия человека» (1959);
- «Медицинский электромагнит для извлечения ферромагнитных инородных тел из дыхательных путей»;
- «Способ исследования функции ушного лабиринта по Миньковскому» (1962);
- «Скорая и неотложная помощь в отоиноларингологии» (1977).

## Награды
- Орден Отечественной войны II степени (1945)[3];
- Медаль «За боевые заслуги» (1944);
- Медаль «За оборону Ленинграда» (1944);
- Медаль «За победу над Германией в Великой Отечественной войне 1941—1945 гг.» (1945);

- Медаль «За доблестный труд в Великой Отечественной войне 1941—1945 гг.».